# Carlos van Spanje

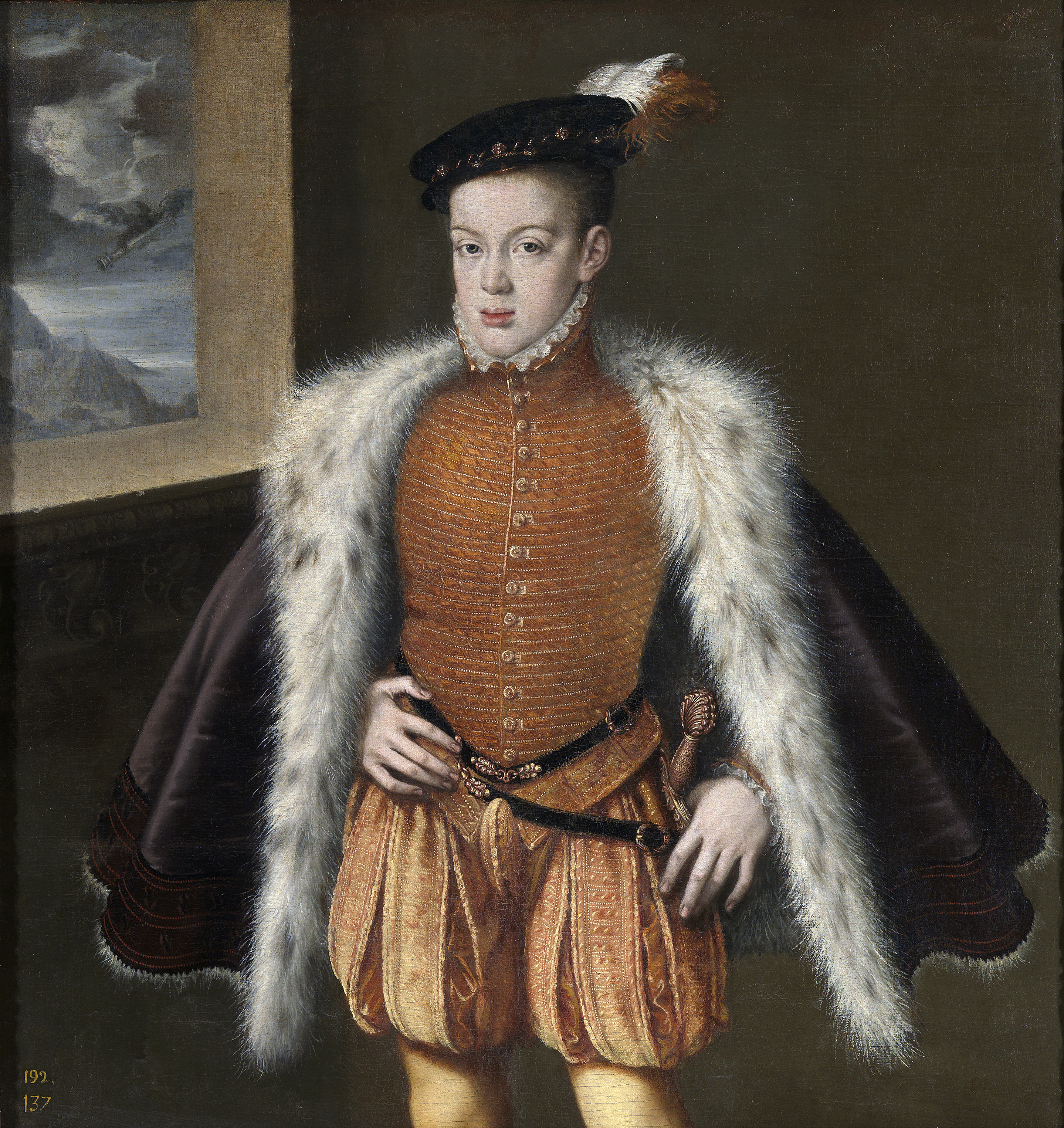
Don Carlos, prins van Asturië

Carlos van Spanje (Valladolid, 8 juli 1545 - Madrid, 24 juli 1568), prins van Asturië (1556-1568), was de zoon van koning Filips II van Spanje en diens eerste vrouw, zijn nicht Maria van Portugal, die vier dagen na de geboorte van Carlos stierf.

## Biografie

### Jeugd en afkomst
Carlos was de oudste zoon van Filips bij zijn eerste vrouw Maria Emanuela van Portugal. Hij was psychisch labiel en werd fysiek misvormd geboren, wat mogelijk te wijten was aan inteelt binnen het Habsburgse huis. Er wordt door Geoffrey Parker (2014) op gewezen, dat door inteelt de prins maar vier overgrootouders had, waar er normaal acht zijn. Dit kan de oorzaak zijn voor zijn fysieke gebreken, als scheefgroei: de ene schouder lager dan de andere en het ene been korter dan het andere.
Hij groeide op in Alcalá de Henares en werd daar opgevoed door zijn tantes Maria en Johanna van Habsburg. Pas toen hij veertien was keerde zijn vader terug uit het buitenland en liet hem hierop scholen bij de humanist Honorato Juan Tristull. Deze wist weinig te bereiken, omdat de prins ziekelijk was en tekenen vertoonde van mentale instabiliteit. Hij had bijvoorbeeld last van woede-uitbarstingen. In 1560 erkende de Cortes Carlos als erfgenaam van de troon. Filips II zag zelf dat zijn zoon niet in staat was om te regeren en sloot hem daarom uit voor de troon.
In 1567 nam hij nog deel aan de staatsraad en voerde hij een uitgebreide briefwisseling met verschillende hooggeplaatsten in het land.

### Val en genezing
Tijdens een nachtelijke tocht door zijn residentie in Alcalá de Henares viel Don Carlos op 19 april 1562 van de trap. Hij moest naar zijn kamer worden gedragen. Na enige tijd infecteerde de hoofdwond en werd levensbedreigend. Er werd een schedelboring uitgevoerd en koning Filips II kwam toegesneld met zijn artsen Fernando de Mena en Andreas Vesalius. Koortsige deliria namen bezit van Carlos' lichaam en tegen 9 mei gaf hij haast geen teken meer van leven. Toen een nieuwe schedelboring die ochtend geen soelaas leek te brengen, gaf Filips bevel het lichaam van Didacus († 1463) uit de kist te halen om het in bed te leggen bij zijn zoon, hopend op een mirakel. Didacus was een lokale, niet-gecanoniseerde heilige wiens lichaam niet was vergaan. Hoewel Don Carlos – die misschien gelukkig voor hem niet uit zijn etterende ogen kon zien – het gemummificeerde reliek nog aanraakte, bleef hij achteruitgaan. De koning kreeg te horen dat zijn zoon stervend was en dat hij beter niet kon blijven. Bij zijn terugkeer op 13 mei hoefde hij echter geen begrafenis bij te wonen, maar trof hij hem in een veel betere toestand aan. De zeventienjarige prins, die bijna niets meer woog, was tegen de zomer hersteld. Hij meende dat hij dit te danken had aan de intercessie van Didacus en ijverde vanaf dan onafgebroken voor diens heiligverklaring. Na zijn dood bleef Filips II aandringen tot paus Sixtus V in 1588 toegaf, waardoor Didacus de eerste heilige werd van de Contrareformatie.

### Vluchtplannen

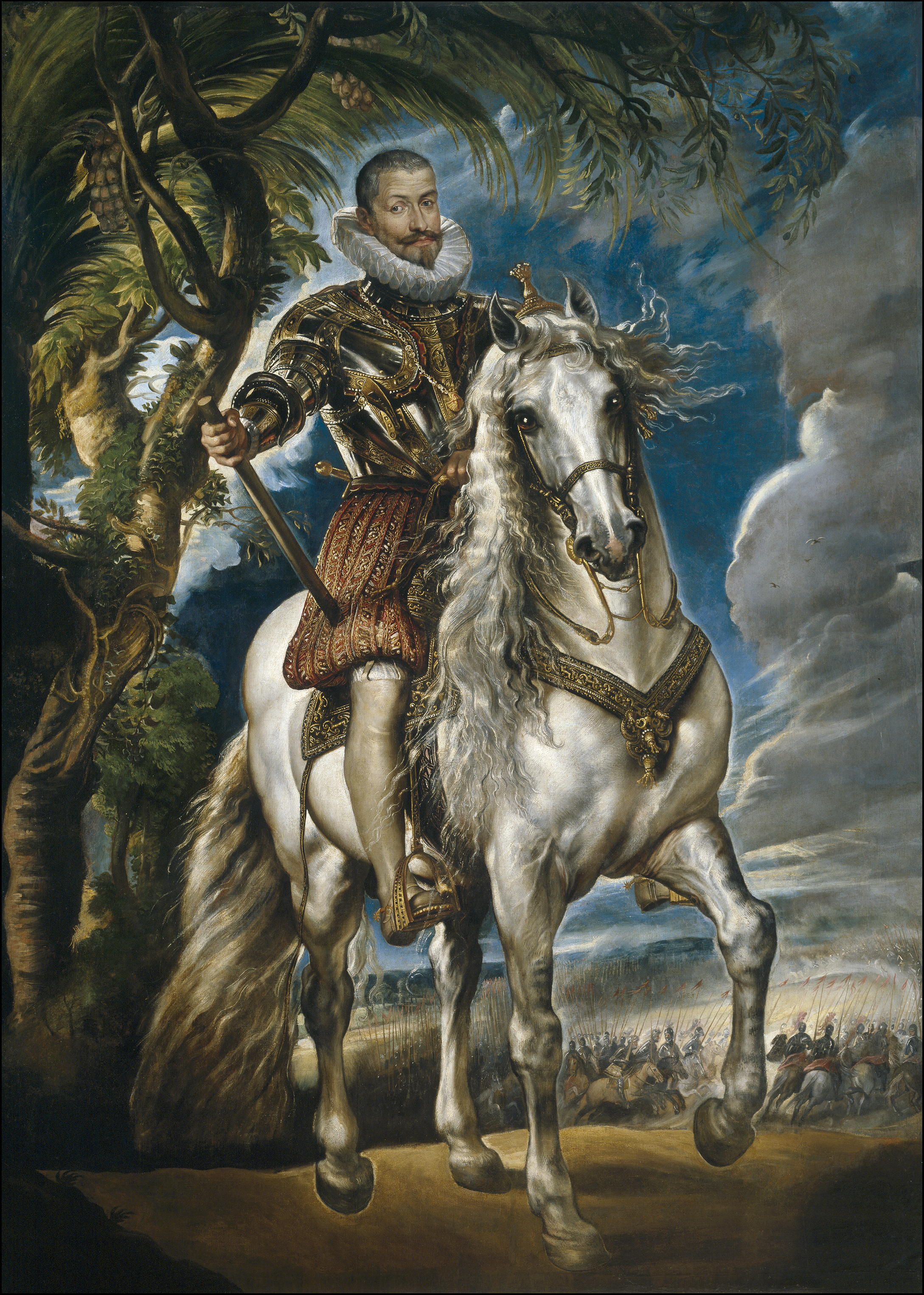
Ruiterportret van Francisco Gómez de Sandoval y Rojas, 1e graaf van Lerma, door Rubens

Carlos zou erfgenaam zijn geweest van zijn neef Sebastiaan, koning van Portugal en hij zou trouwen met zijn nicht Anna. Door zijn dood werd Filips zelf koning van Portugal en echtgenoot van Anna, de dochter van zijn zuster Maria en Maximiliaan II. Carlos wilde graag met Anne trouwen en had er mogelijk net als zijn overgrootvader keizer Maximiliaan I in het verhaal van ridder Theuerdank, dat hij had aangeschaft, veel voor over om zijn vrouw voor zich te winnen. Daarom wilde hij ook met zijn vader mee naar Brussel, toen er nog plannen waren dat Filips zelf in de Nederlanden de orde zou herstellen, want daar zouden ze ook Maximiliaan en Maria met hun dochter Anne ontmoeten. 
Hij was Duits gaan leren en Duitse boeken gaan verzamelen. Carlos verzamelde een groot bedrag aan contant geld en probeerde op 16 januari 1568 Juan van Oostenrijk, sinds een dag kapitein-generaal van de koninklijke vloot, voor zich te winnen om hem over te zetten naar Italië. Juan vroeg om bedenktijd en informeerde direct de koning. Toen Carlos de kapitein-generaal op zijn kamer ontbood, probeerde hij hem te doden, maar Juan overmeesterde hem en bracht als bewijs van de aanslag diens dolk naar de koning. 
Vlak voor middernacht op 18 januari 1568 ging Filips met maliënkolder en helm en vier raadgevers, waaronder Ruy Gómez, naar het appartement van Carlos, die lag te slapen. Zijn kamerdeur was expres niet op slot, er waren al zes andere mensen over het plan ingelicht en er waren dus geen wachters en er werden geen toortsen of kaarsen meegedragen, wel hamers en spijkers. De prins werd overvallen in zijn bed, de ramen werden dichtgespijkerd en Carlos probeerde nog in de haard te springen. Het zwaard naast zijn bed werd van hem afgenomen, alsmede de aanwezige geladen arkebus. Een groot bedrag aan contanten, 30.000 dukaten, werd hem afgenomen alsmede alle papieren op zijn tafel. Voorlopig werd Carlos in zijn kamer gevangen gehouden.

### Gevangenschap en dood
Later werd hij naar een toren in het Koninklijk Paleis van Madrid gebracht. Daar verbleef hij in een kamer van 30 m² zonder ramen. Hij wilde er niet meer eten, waarna hij met een tang in zijn mond werd gedwongen voedsel tot zich te nemen. Mogelijk had hij malaria, want hij dronk wel buitengewoon veel ijswater. Een keer slikte hij een diamant in, om zich zo het leven te benemen, maar de dokters wisten deze te verwijderen. Filips was van plan zijn zoon levenslang op te sluiten. Uiteindelijk stierf Carlos na een half jaar gevangenschap. Zijn dood, die onder mysterieuze omstandigheden plaatsvond, leidde tot veel speculatie en zou onderdeel gaan uitmaken van de Zwarte legende, en het was een van de factoren die de Tachtigjarige Oorlog veroorzaakten.
| Filips I van Castilië | Filips I van Castilië | Filips I van Castilië | Filips I van Castilië | Filips I van Castilië | Filips I van Castilië |           |           | Johanna van Castilië  | Johanna van Castilië  | Johanna van Castilië  | Johanna van Castilië  | Johanna van Castilië  | Johanna van Castilië  |  |  | Emanuel I van Portugal | Emanuel I van Portugal | Emanuel I van Portugal | Emanuel I van Portugal | Emanuel I van Portugal | Emanuel I van Portugal |                    |                    | Maria van Aragón         | Maria van Aragón         | Maria van Aragón         | Maria van Aragón         | Maria van Aragón         | Maria van Aragón         |
| Filips I van Castilië | Filips I van Castilië | Filips I van Castilië | Filips I van Castilië | Filips I van Castilië | Filips I van Castilië |           |           | Johanna van Castilië  | Johanna van Castilië  | Johanna van Castilië  | Johanna van Castilië  | Johanna van Castilië  | Johanna van Castilië  |  |  | Emanuel I van Portugal | Emanuel I van Portugal | Emanuel I van Portugal | Emanuel I van Portugal | Emanuel I van Portugal | Emanuel I van Portugal |                    |                    | Maria van Aragón         | Maria van Aragón         | Maria van Aragón         | Maria van Aragón         | Maria van Aragón         | Maria van Aragón         |
|                       |                       |                       |                       |                       |                       |           |           |                       |                       |                       |                       |                       |                       |  |  |                        |                        |                        |                        |                        |                        |                    |                    |                          |                          |                          |                          |                          |                          |
|                       |                       |                       |                       |                       |                       |           |           |                       |                       |                       |                       |                       |                       |  |  |                        |                        |                        |                        |                        |                        |                    |                    |                          |                          |                          |                          |                          |                          |
|                       |                       |                       |                       |                       |                       |           |           |                       |                       |                       |                       |                       |                       |  |  |                        |                        |                        |                        |                        |                        |                    |                    |                          |                          |                          |                          |                          |                          |
|                       |                       |                       |                       |                       |                       |           |           |                       |                       |                       |                       |                       |                       |  |  |                        |                        |                        |                        |                        |                        |                    |                    |                          |                          |                          |                          |                          |                          |
| Keizer Karel V        | Keizer Karel V        | Keizer Karel V        | Keizer Karel V        | Keizer Karel V        | Keizer Karel V        |           |           | Isabella van Portugal | Isabella van Portugal | Isabella van Portugal | Isabella van Portugal | Isabella van Portugal | Isabella van Portugal |  |  | Johan III van Portugal | Johan III van Portugal | Johan III van Portugal | Johan III van Portugal | Johan III van Portugal | Johan III van Portugal |                    |                    | Catharina van Oostenrijk | Catharina van Oostenrijk | Catharina van Oostenrijk | Catharina van Oostenrijk | Catharina van Oostenrijk | Catharina van Oostenrijk |
| Keizer Karel V        | Keizer Karel V        | Keizer Karel V        | Keizer Karel V        | Keizer Karel V        | Keizer Karel V        |           |           | Isabella van Portugal | Isabella van Portugal | Isabella van Portugal | Isabella van Portugal | Isabella van Portugal | Isabella van Portugal |  |  | Johan III van Portugal | Johan III van Portugal | Johan III van Portugal | Johan III van Portugal | Johan III van Portugal | Johan III van Portugal |                    |                    | Catharina van Oostenrijk | Catharina van Oostenrijk | Catharina van Oostenrijk | Catharina van Oostenrijk | Catharina van Oostenrijk | Catharina van Oostenrijk |
|                       |                       |                       |                       |                       |                       |           |           |                       |                       |                       |                       |                       |                       |  |  |                        |                        |                        |                        |                        |                        |                    |                    |                          |                          |                          |                          |                          |                          |
|                       |                       |                       |                       | Filips II             | Filips II             | Filips II | Filips II | Filips II             | Filips II             |                       |                       |                       |                       |  |  |                        |                        |                        |                        | Maria van Portugal     | Maria van Portugal     | Maria van Portugal | Maria van Portugal | Maria van Portugal       | Maria van Portugal       |                          |                          |                          |                          |
|                       |                       |                       |                       | Filips II             | Filips II             | Filips II | Filips II | Filips II             | Filips II             |                       |                       |                       |                       |  |  |                        |                        |                        |                        | Maria van Portugal     | Maria van Portugal     | Maria van Portugal | Maria van Portugal | Maria van Portugal       | Maria van Portugal       |                          |                          |                          |                          |
|                       |                       |                       |                       |                       |                       |           |           |                       |                       |                       |                       |                       |                       |  |  |                        |                        |                        |                        |                        |                        |                    |                    |                          |                          |                          |                          |                          |                          |
|                       |                       |                       |                       |                       |                       |           |           |                       |                       |                       |                       | Carlos                |                       |  |  |                        |                        |                        |                        |                        |                        |                    |                    |                          |                          |                          |                          |                          |                          |

## Don Carlos in de literatuur
De figuur van Don Carlos leverde inspiratie voor toneelstukken en opera's:
- Don Carlos, treurspel van Friedrich Schiller
- Don Carlos, opera van Giuseppe Verdi